# Mario Matana
Mario Matana (Dubrovnik, 23. listopada 1966. – Srđ, 11. studenoga 1991.) bio je hrvatski ratni dragovoljac, član Hrvatske ratne mornarice i dubrovački branitelj. Dana 11. studenoga 1991. godine na Srđu ga je pogodio geler i iskrvario je. Danas se njegovo ime nalazi na spomen-ploči poginulim braniteljima na Srđu. U njegov spomen, kao i u spomen Nika Rustana, Zvonimira Marčinka, Nikšu Barišića, Alena Đubura, Aurelija Tulija i ostale poginule s tog kupališta, na Porporeli se svake godine održava amaterski vaterpolo turnir nazvan Memorijalni turnir Mario Matana.